# Хандра (фильм)
«Хандра» — российская комедия режиссёра Алексея Камынина производства кинокомпании «Смена», генеральный продюсер — Екатерина Голубева-Польди. Мировая премьера состоялась 26 ноября 2019 года в конкурсной программе таллинского кинофестиваля «Тёмные ночи», где картина собрала положительные отзывы кинокритиков.
Фильм дважды выигрывал Всероссийский Питчинг Дебютантов: в 2018 году как лучший сценарий о Москве (в рамках московского кинофестиваля «Будем жить»), а уже в 2019 году картина получила Гран-при в категории «Work-in-progress» (в рамках бизнес-площадки Московского международного кинофестиваля).
12 сентября 2020 года состоялся показ фильма в конкурсе «Кинотавр 2020». В широкий прокат в России картина вышла 1 октября 2020 года.
20 апреля 2021 года режиссёр «Хандры» Алексей Камынин был награждён призом за лучшую режиссерскую работу и лучший ансамбль актеров на XII онлайн-фестивале «Российской газеты «Дубль дв@».
12 июня 2021 года картина вышла на одном из интернет-сервисов сети HBO — HBO Go. Фильм с международным названием «Russian Spleen» доступен для просмотра в Венгрии, Чехии, Словакии, Румынии, Хорватии, Сербии, Словении, Македонии, Черногории, Болгарии и Польше.

## Сюжет
История троих друзей, снимающих вместе квартиру в Москве. Безработный Деня встречает беременную бывшую из Красноярска, диджей Виталик теряет деньги за хату, а режиссёр Лёша пытается вместо рекламы кондиционеров снять артхаусный фильм. Разобраться с проблемами друзьям мешают киргизы-заговорщики, врачи-сексисты, омоновцы-ГЛИЦИНисты и прочие небезопасные сограждане. А все это ради того, чтобы каждый наутро проснулся счастливым.

## В ролях
| Актёр               | Роль                     |
| ------------------- | ------------------------ |
| Данила Якушев       | Виталик                  |
| Михаил Тройник      | Деня                     |
| Кирилл Ковбас       | Лёша                     |
| Екатерина Агеева    | Фима                     |
| Ксения Зуева        | Ленка                    |
| Семён Барков        | Рома                     |
| Анастасия Куимова   | Таня                     |
| Анна Чиповская      | Алёна                    |
| Равшана Куркова     | травматолог              |
| Тимофей Трибунцев   | Трибунцев                |
| Иван Янковский      | не Тарковский            |
| Александр Гордон    | гинеколог                |
| Сергей Епишев       | главный инженер          |
| Ксения Щербакова    | Настя                    |
| Даниил Обухов       | Никита                   |
| Светлана Мамрешева  | Наргиз                   |
| Данил Стеклов       | странно приятный парень  |
| Николай Ковбас      | главный омоновец         |
| Алексей Каничев     | омоновец                 |
| Евгений Любарский   | омоновец                 |
| Филипп Савинков     | монах                    |
| Роман Колотухин     | специалист в лаборатории |
| Артём Болотовский   | специалист в лаборатории |
| Андрей Курганов     | Дима, парень Алёны       |
| Александр Алябьев   | промоутер                |
| Юлия Ауг            | хозяйка квартиры         |
| Валерий Гаркалин    | продюсер                 |
| Анна Воркуева       | рыжая                    |
| Екатерина Кудинская | девушка из рекламы       |
| Дмитрий Легеза      | мужчина из рекламы       |
| Илья Кипоренко      | биатлонист               |
| Виктор Тульчинский  | дедушка                  |
| Сергей Шароватов    | Михаил, заказчик рекламы |
| Ольга Приходько     | бабушка из рекламы       |

## Производство
- ООО «Кинокомпания Смена»
- Режиссер: Алексей Камынин
- Сценаристы: Алексей Камынин, Виталий Анохин, Денис Липатов, Никита Корнев
- Продюсер: Екатерина Голубева-Польди
- Сопродюсеры: Андрей Мгэр, Мария Перлич, Евгений Субочев
- Оператор-постановщик: Никита Корнев
- Композитор: Вера Васильева
- Художники: Элиза Калачян, Виктория Прокопенко, Александра Сачкова

## Отзывы
Кинокритик Максим Сухагузов (Афиша.Daily) считает, что "вышедшая в кино «Хандра» не просто очередная русская комедия, а поколенческое высказывание со всеми шансами стать культовой штукой. Это очень друганское кино, в котором дружеская атмосфера внутри кадра выливается из экрана на зрителей, но при этом дружба не проговаривается впрямую".
Кинокритик Валерий Кичин («Российская газета») считает, что в предшествующем «Хандре» фильме Алексея Камынина — драме «Ложь или действие» — уже чувствовалось незаурядное режиссёрское дарование. Окончивший журфак МГУ, а затем мастерскую В. Хотиненко, В. Фенченко, П. Финна, Камынин в новой картине, по мнению Кичина, сделал заявку на кинематограф нового поколения со своим языком, способом общения со зрителем, с новой мерой искренности и оптимизма, присущего возрасту. Кичин сравнивает «Хандру» с «поколенческими» картинами «Я шагаю по Москве» и «Застава Ильича», отмечая свежесть, с которыми те ворвались на экраны после потока «стандартно официального бодрячества». При этом создатели картины обошлись без мусора современной жизни, сохранив саму ее суть.
Музыкальный критик и журналист Артемий Троицкий оказался одним из первых зрителей «Хандры» на мировой премьере в Таллине, на кинофестивале «Тёмные ночи», а затем включил «Хандру» в список самых заметных киноработ уходящего десятилетия, отметив прекрасный юмор фильма и диалоги. Троицкий также увидел в фильме массу точных и иногда даже пикантных примет современности. Он назвал фильм редчайшим случаем, когда из зала зритель уходит с хорошим настроением и улыбкой на лице.
Журнал Esquire включил «Хандру» в список 50 лучших фильмов года, назвав ее «сенсацией» и русским «Ла-Ла Лендом» о страхах и надеждах тридцатилетних. В статье отмечается лирическая музыка, красота лиц актёров и трогательность историй, в которых узнать себя сможет каждый молодой.
Обозреватель журнала "Огонёк" Андрей Архангельский отмечает, что "молодой режиссер Алексей Камынин, выбирает в качестве основной интонации абсурдистскую (а местами даже сознательно идиотскую), которая сегодня, пожалуй, и является единственным допустимым компромиссом в отечественном кино — когда всей правды сказать нельзя, но какую-то часть, изловчившись, все-таки можно".